# جمیل مردم بیک
جمیل مردم بیک (به عربی: جمیل مردم بیک) (متولد ۱۸۹۴ – متوفی ۳۰ مارس ۱۹۶۰) سیاستمدار سوری که از تاریخ ۲۱ دسامبر ۱۹۳۶ تا ۱۸ فوریه ۱۹۳۹ تصدی نخست‌وزیری سوریه را برعهده داشت.